# Livio Maitan
Livio Maitan (Veneza, 1 de abril de 1923- Roma, 16 de setembro de 2004) foi um trotskista italiano, líder da Associazione Bandiera Rossa (jornal publicado de 1950 a 2002) e da Quarta Internacional.

## Trajetória
Adere a Juventude Socialista Italiana durante a ocupação nazista. Em 1947 ingressa na Quarta Internacional e se torna um de seus principais dirigentes de 1951 até o fim de sua vida.
Maitan faz parte do grupo que sustenta a Quarta durante os difíceis anos 50 e 60 (com Ernest Mandel e Pierre Franck).
De 1969 a 1976, ele estará muito envolvido com o movimento estudantil italiano e sensibiliza a Quarta sobre a importância deste setor. Anima a sessão da Quarta na Itália, Baniera Rossa, que constrói, em 1991, o Partido da Refundação Comunista.
Maitan escreveu "Il marxismo rivoluzionario di Antonio Gramsci " (Milano, 1978) e  "Per una storia della Quarta Internazionale" (Roma, ed. Alegre, 2006).